# Narragansett Pacer
Le Narragansett Pacer est une race de chevaux éteinte depuis la fin du XIXe siècle. C'était la première race de cheval développée aux États-Unis au XVIIIe siècle, et associée à l’État fédéré de Rhode Island. Elle était issue de croisements entre races anglaise et espagnole, bien que le croisement exact ne soit pas déterminé. Ce cheval était monté par de nombreuses personnalités, comme George Washington, et beaucoup exporté vers les Caraïbes. Avec les nombreux croisements avec d’autres races, cette forte exportation est l’une des causes de disparition de ce cheval, dont le dernier représentant connu a disparu en 1880
Il s'agissait probablement d'un cheval ambleur.
Il était souvent utilisé lors de courses hippiques. Il a été souvent croisé avec d'autres races, engendrant plusieurs autres races comme le cheval de selle et le trotteur américains ou encore le Tennessee Walker.

## Histoire
Très apprécié par les propriétaires de plantations du XIXe siècle, le Narragansett pacer a eu une influence déterminante sur de nombreuses races de chevaux  ambleurs (gaited horse) américains. Il a été surtout associé à l’État du Rhode Island au XVIIIe siècle, mais s’est éteint à la fin du XIXe. Il est considéré comme la première race de chevaux développée aux États-Unis. Son origine exacte est inconnue. Il est cependant possible qu’il soit issu d’un croisement entre des chevaux anglais ambleurs et des ibériques. Ces derniers présentent souvent des lignées allant à l’amble. Les chevaux développés à partir de ce croisement étaient connus pour leur douceur et leur stabilité sur les terrains pauvres. Les chevaux anglais qui ont contribué au Narragansett Pacer étaient peut-être de la race des Irish Hobby ou de celle des chevaux galloway. Au début du XVIIIe siècle, William Robinson, lieutenant-gouverneur de Rhode Island, commence à développer sérieusement les Narragansett pacer avec un étalon nommé "Old Snip" — noté en tant que hobby irlandais ou andalou, et considéré comme le fondateur de la race.
En 1768, George Washington possédait et chevauchait un Narragansett Pacer, tandis qu'en 1772, Edmund Burke en commanda un couple chez un de ses amis. Paul Revere est peut-être monté sur un Pacer lors de sa chevauchée de 1775 pour avertir les Américains d'une marche britannique. 
L'extinction de cette race était principalement due au fait qu'elle était vendue en si grand nombre aux planteurs de canne à sucre dans les Antilles que le cheptel reproducteur a gravement diminué aux États-Unis.Les quelques chevaux qui restaient ont été croisés pour créer et améliorer d'autres races et la souche pure du Narragansett s'est rapidement éteinte. La Caroline du Nord était également connue pour avoir des éleveurs de Narragansett, des reproducteurs ayant été amenés dans la région dès 1790 par les premiers pionniers. Le dernier Nagaransett Pacer pur connu était une jument, morte vers 1880.